# Ludwig von Wohlgemuth

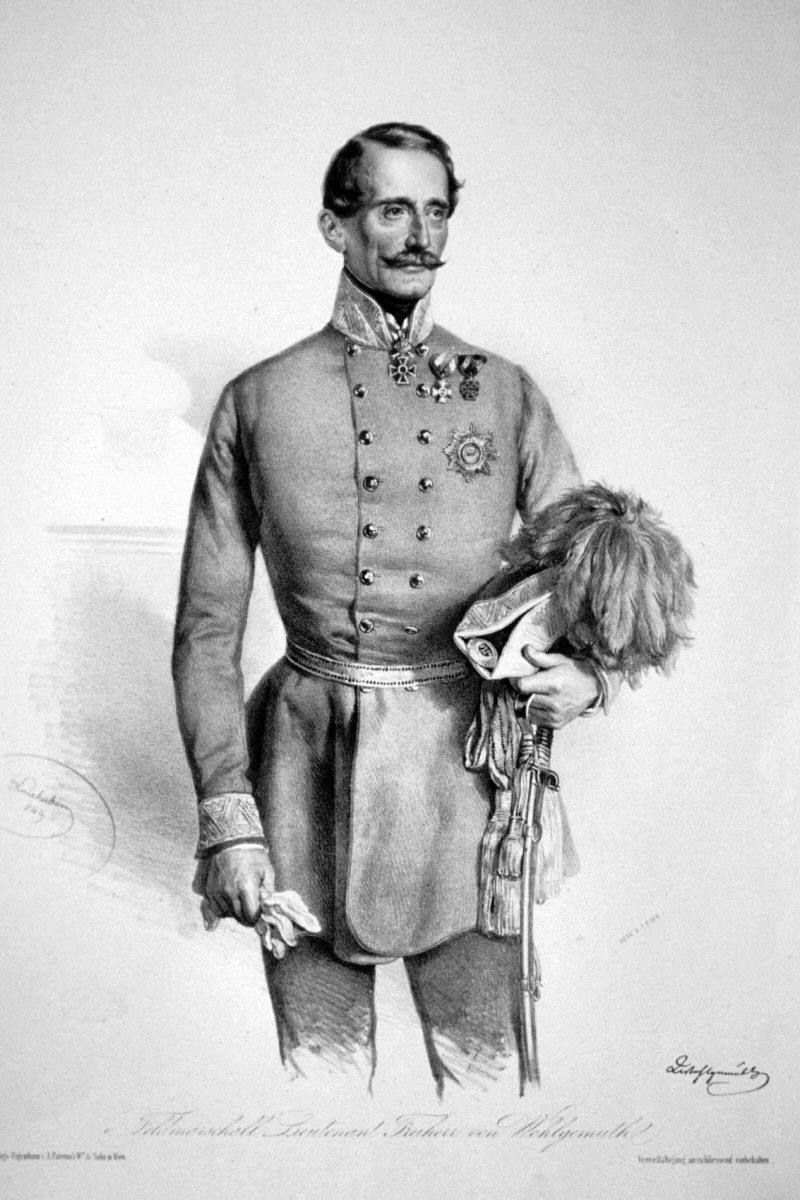
Ludwig Freiherr von Wohlgemuth, retrato

Ludwig Freiherr von Wohlgemuth (25 de mayo de 1788 - 18 de abril de 1851) fue un general austriaco y comandante de la Orden de María Teresa.
En 1844 fue ascendido a Mayor general y Brigadier, siendo asignado al 1° Cuerpo del ejército de Milán. Durante las revoluciones de 1848, Wohlgemuth se distinguió durante las Cinco jornadas de Milán, y cubrió la retirada de Radetzky. Al frente de la retaguardia austriaca, Wohlgemuth tomo posiciones defensivas en Goito para frenar el avance piamontés. Durante la batalla del puente de Goito las fuerzas bajo su mando fueron atacadas por una fuerza piamontesa numéricamente superior y no consiguieron destruir completamente un puente clave sobre el río Mincio ni frenar significativamente el avance piamontés.
Murió en 1851, durante un viaje de Budapest a Viena.